# Fonteblanda
Fonteblanda is een plaats (frazione) in de Italiaanse gemeente Orbetello.